# Circonscription d'Abomisa
La circonscription d'Abomisa est une des 177 circonscriptions législatives de l'État fédéré Oromia, elle se situe dans la Zone Arsi. Sa représentante actuelle est Seada Kedir Ware.